# Carl Junker
Carl Junker (Saubersdorf, 18 de junho de 1827 — 17 de maio de 1882) foi um engenheiro e arquiteto austríaco.
Dentre seus projetos construídos estão o Castelo de Miramare em Trieste e a Primeira Rede de Abastecimento de Água de Viena.

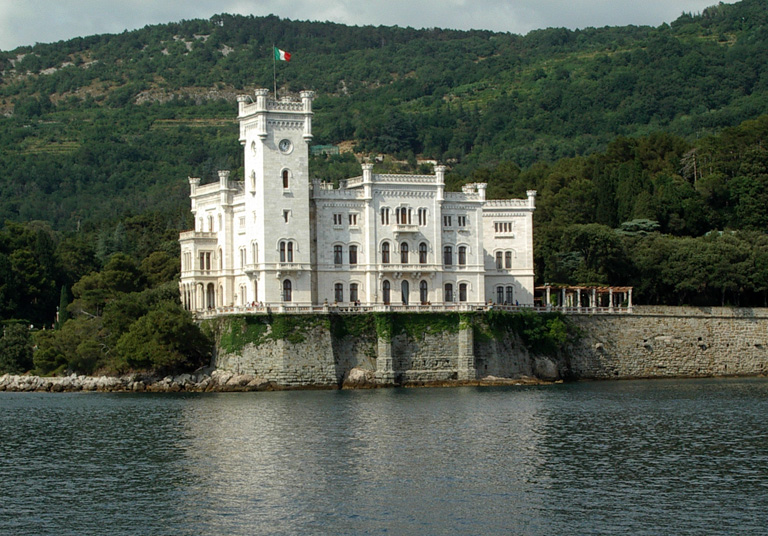
Castelo de Miramare em Trieste